# Tiếng Tampuan
Tiếng Tampuan (IPA: [təmpṳan], tiếng Khmer: ទំពួន) là ngôn ngữ của người Tampuan bản địa tại tỉnh Ratanakiri của Campuchia. Theo thống kê 2008, có tổng cộng 31.000 người nói, chiếm 21% dân số toàn tỉnh. Nó có quan hệ gần gũi với tiếng Bahnar (Ba Na) và tiếng Alak, cả ba góp phần tạo nên nhóm ngôn ngữ Bahnar Trung trong ngữ hệ Môn-Khmer, theo phân loại truyền thống. Một nghiên cứu gần đây hơn, Sidwell (2009) xếp tiếng Tampuan ở ngang cấp với tiếng Bahnar, và cả hai cùng với nhóm Bahnar Nam cấu thành nên nhóm Bahnar Trung lớn hơn. Tiếng Tampuan ban đầu không có hệ chữ viết riêng, vào năm 1997, một dự án giáo dục được tài trợ bởi chính phủ Campuchia, UNESCO và nhiều tổ chức phi chính phủ đã phát triển một hệ chữ dựa trên chữ Khmer để viết tiếng Tampuan. Hệ chữ này được phê chuẩn năm 2003 để giảng dạy người Tampuan bằng tiếng nói của họ.

## Phân bố địa lý

Bản đồ tỉnh Ratanakiri.

Đa số người nói tiếng Tampuan sống tại một vùng chạy theo hướng đông bắc từ Lumphat qua tỉnh lỵ Banlung tới sông Sê San (Tonle San) gần biên giới Việt Nam. Vùng này nằm ở phía tây bắc của vùng mà người Gia Rai chiếm đa số. Có một cộng đồng nhỏ gồm 400 người Tampuan sống cách tỉnh lỵ Banlung khoảng 20 dặm về phía bắc, tách biệt với đồng bào của họ bởi nhóm người Brâu.

## Phương ngữ
Ba phương ngữ tiếng Tampuan đã được xác định. Tiếng Tampuan trong "vùng lớn" được tạo nên từ một dãy phương ngữ với phương ngữ Tây Tampuan nằm ở phía tây nam, và phương ngữ Đông Tampuan nằm ở phía đông bắc. Hai phương ngữ này chỉ có sự khác biệt nhỏ về âm vị. Tuy nhiên, phương ngữ Bắc của cộng đồng nhỏ gần Ka Choun khác biệt không chỉ ở âm vị mà ở cả từ vựng, có lẽ do sự ảnh hưởng từ tiếng Lào lân cận. Người nói của cả ba phương ngữ có thể thông hiểu lẫn nhau.

## Âm vị
Như nhiều ngôn ngữ Môn-Khmer, tiếng Tampuan có cả nguyên âm "căng" và nguyên âm "lơi".

### Phụ âm
28 âm vị phụ âm trong tiếng Tampuan được thể hiện trong bản dưới, dựa trên nghiên cứu của Crowley. Tất cả đều có thể làm phụ âm đầu, còn những phụ âm trong các ô tô màu có thể làm phụ âm cuối.
|          |                               | Đôi môi | Đôi môi | Răng/Chân răng | Răng/Chân răng | Vòm | Vòm | Ngạc mềm | Ngạc mềm | Thanh hầu |
| -------- | ----------------------------- | ------- | ------- | -------------- | -------------- | --- | --- | -------- | -------- | --------- |
| Tắc      | bật hơi                       | pʰ      | pʰ      | tʰ             | tʰ             |     |     | kʰ       | kʰ       |           |
| Tắc      | vô thanh                      | p       | p       | t              | t              | c   | c   | k        | k        | ʔ         |
| Tắc      | hữu thanh, tiền thanh hầu hóa | ʔb      | ʔb      | ʔd             | ʔd             |     |     |          |          |           |
| Mũi      | vô thanh                      | m̥       | m̥       | n̥              | n̥              | ɲ̥   | ɲ̥   |          |          |           |
| Mũi      | hữu thanh                     | m       | m       | n              | n              | ɲ   | ɲ   | ŋ        | ŋ        |           |
| Xát      | vô thanh                      |         |         | [s]*           | [s]*           | ç   | ç   |          |          | h         |
| Tiếp cận | vô thanh                      |         |         | l̥              | r̥              |     |     |          |          |           |
| Tiếp cận | hữu thanh                     | w       | w       | l              | r              | j   | j   |          |          |           |
| Tiếp cận | tiền thanh hầu hóa            | ʔw      | ʔw      | ʔl             |                | ʔj  | ʔj  |          |          |           |

*[s] đôi khi xuất hiện như một tha âm của [ç]

### Nguyên âm
Nguyên âm Tampuan thể hiện cả sự khác biệt giữa âm "căng" và âm "lơi" cũng như sự khác biệt giữa âm dài và âm ngắn. Như những ngôn ngữ Bahnar khác, nguyên âm căng hiện diện nhiều hơn hẳn nguyên âm lơi. 75% từ trong từ điển có nguyên âm căng. Như có thể thấy trong bản dưới, hệ thống nguyên âm không đồng đều. Ví dụ, có nguyên âm đóng lơi ngắn nhưng không có nguyên âm đóng căng ngắn. Ngoài ra, có nhiều nguyên âm đóng lơi hơn mở. Crowley ghi nhận rằng các nguyên âm đóng lơi thể hiện khuynh hướng nguyên âm đôi hóa.
|          |      | Trước | Trước | Giữa | Giữa | Sau | Sau |
| ngắn     | dài  | ngắn  | dài   | ngắn | dài  |     |     |
| -------- | ---- | ----- | ----- | ---- | ---- | --- | --- |
| Đóng     | lơi  | i̤     | i̤ː    | ɨ̤    | ɨ̤ː   | ṳ   | ṳː  |
| Đóng     | căng |       | əi    |      | əɨ   |     | ou  |
| Nửa đóng | lơi  |       |       |      | ə̤ː   |     |     |
| Nửa đóng | căng |       | eː    | ə    | aə   | o   | oː  |
| Nửa mở   | lơi  | ɛ̤     | ɛ̤ː    |      |      | ɔ̤   | ṳa  |
| Nửa mở   | căng | ɛ     | ɛː    |      |      | ɔ   | ɔː  |
| Mở       | lơi  |       |       | a̤    | i̤a   |     |     |
| Mở       | căng |       | ai    | a    | aː   |     | ao  |

Ngoài các nguyên âm trên, nguyên âm đôi căng ɨə hiện diện trong các từ mượn và tên riêng tiếng Lào. Nguyên âm lơi [i̤a] và [ṳa] có các tha âm [i̤ɛ] và [ṳɛ], đặc biệt ở phương ngữ Tây. Âm [a̤] ngắn cũng có một tha âm được nguyên âm đôi hóa là [əɛ̤]. Âm căng [əi] có thể biến thành [ʌi] hay [oi], tùy theo phương ngữ.

### Các trúc âm tiết
Từ trong tiếng Tampuan có thể là đơn âm tiết, hoặc có chứa "bán âm tiết" (một "tiền âm tiết" không nhấn đứng trước một âm tiết chính). Một từ trong tiếng Tampuan tối đa có dạng C(R)v(N)-C(C)V(C), trong đó "C" là phụ âm, "R" là /r/, "v" là nguyên âm không nhấn, "N" có thể là một âm mũi, hoặc /l/ hay /r/, và "V" có thể là bất kỳ nguyên âm nào đã liệt kê bên trên. Trong nhiều từ có tiền âm tiết, tiền âm tiết này lại được biến đổi thành một âm mũi, hay, theo cách gọi của Crowley, một "tiền âm tiết mũi" (nasal presyllable).

## Số đếm
Số đếm tiếng Tampuan như sau. Thomas ghi nhận rằng các số bảy, chín, và mười có các dạng thay thế.
| 1    | /maoɲ/      |          |
| 2    | /pi̤ar/      |          |
| 3    | /paiŋ/      |          |
| 4    | /pwan/      |          |
| 5    | /prəta̤m/    |          |
| 6    | /trao/      |          |
| 7    | /ʔmpaəh/    | (/pə̤h/)  |
| 8    | /təŋhaːm/   |          |
| 9    | /ʔŋçən/     | (/nsi̤n/) |
| 10   | /ʔŋci̤t/     | (/tsit/) |
| 11   | /ci̤t maoɲ/  |          |
| 20   | / pi̤ar ci̤t/ |          |
| 100  | /rəja̤ŋ/     |          |
| 1000 | /rəpṳː/     |          |